# Leontopolis
Leontopolis, Leonto (gr. Λεόντων πόλις, Λεοντώ) lub łac.: Leontos Oppidum lub eg.: Taremu – miasto Starożytnego Egiptu znane dziś jako Tell al Muqdam.

## Historia
Miasto było zlokalizowane w centralnej części Delty Nilu. Była to stolica 11. nomu Dolnego Egiptu, która prawdopodobnie stanowiła centrum faraonów z XXIII dynastii. Najwcześniejszym pisarzem wspominającym nom lub samo miasto jest Strabon, co prawdopodobnie wskazuje na jego późne pochodzenie.
Grecka nazwa miasta oznacza „Miasto Lwów”, z powodu obecności świątyń bogiń w postaci związanej z lwicami Bastet i Sechmet oraz jej syna, Maahesa, lwiego księcia. Żywe lwy były trzymane w świątyniach w okresie greckiej okupacji.
W II wieku p.n.e. w pobliżu Leontopolis Żydzi wznieśli świątynię i ołtarz ofiarny. Według Józefa Flawiusza świątynia w  Leontopolis istniała 343 lata, choć na ogół przyjmuje się, że liczba ta powinna być zmniejszona do 243. Została ona zamknięta na polecenie Wespazjana albo przez gubernatora Egiptu, Juliusza Lupusa, albo przez jego następcę, Paulinusa około trzech lat po zburzeniu w roku 70 n.e. świątyni w Jerozolimie. Dary ofiarne oraz całe wyposażenie zostało skonfiskowane do  skarbca Wespazjana, który obawiał się, że ta świątynia w Egipcie może stać się nowym zalążkiem żydowskiej rebelii.

## Położenie
Badacze starożytności przez długi czas byli podzieleni co do miejsca rzeczywistych ruin Leontopolis. Według D'Anville miasto obejmowało kopiec zwany Tel-Essabè (Tel es-sab`) lub Lwie Wzgórze. Jomard zaś twierdził, że starożytne Leontopolis reprezentują niektóre kurhany w pobliżu miejscowości El-Mengaleh w Delcie Nilu, i ta lokalizacja przypuszczenie lepiej opowiada danym podanym przez Ksenofonta z Efezu. William Smith umieszczał miasto w znacznej odległości na południe od rzeczywistego miejsca.
Współcześnie badacze identyfikują Leontopolis z Tell al Muqdam.